# 奴隷意志論

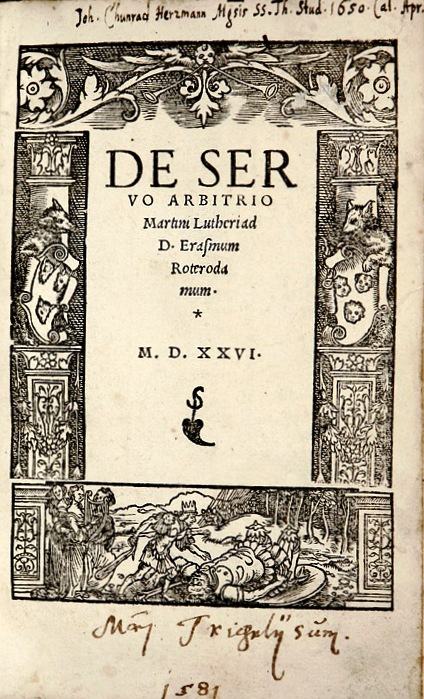

『奴隷意志論』 (De servo arbitrio) とは、1525年末に発表されたマルティン・ルターの著作。デジデリウス・エラスムスの『自由意志論』に対する反論として著された。
初期の宗教改革は、人間の知性に信頼をおく人文主義的な要素と結びついていた。そのため、ネーデルラントの人文主義者エラスムスと、宗教改革の推進者マルティン・ルターの間には親交があった。しかし、ルターが聖書至上主義的な姿勢を強めるにつれて、人文主義者の主張と距離を生じていった。エラスムスは、1524年に発表した『自由意志論（De Libero Arbitrio）』において、人間の自由意志は楽園からの追放、原罪の後にも残されていると主張したが、ルターはこの主張に反論し、翌1525年末に『奴隷意志論』を著した。彼によれば、人間の自由意志とは罪を犯させるだけのものであり、自由意志に基づく努力により神の救済が得られるのは誤りである。そして、ただ神の恩寵と憐れみによって人間は救済されるとする。この一連の論争により、宗教改革と人文主義の間の亀裂は決定的なものとなった。

### 邦訳
- 山内宣訳「奴隷的意志」(『世界の名著23 ルター』に収録,抄訳),中央公論新社,1979年